# القرن 40 ق م
أثناء القرن 40 ق.م كان الشرق الأدنى وجنوبي أوروبا في العصر النحاسي وهو عصر انتقالي بين العصر الحجري والعصر البرونزي. وكان شمال غرب أوروبا في العصر الحجري الحديث. وسادت الصين ثقافة يانجشاو. وكانت الأمريكتان في المرحلة الانتقالية بين الهندوباليو والمرحلة الميزو هندية، والتي بدأت 4000 ق.م وانتهت في 3001 ق.م.

## ثقافات
الشرق الأدنى
- في مصر ما قبل الأسرات، ظهرت ثقافة الأوماري في هذه الفترة.
- بداية نقادة
- بدأت فترة أوروك في حضارة بلاد الرافدين.

أوروبا
- انتقلت ثقافة الفخار الخطي إلى ثقافة فونيلبيكر في الشمال
- حضارة كيوكوتيني
- Pit–Comb Ware culture
- في سهوب بونتيك - قزوين، Dnieper–Donets وSredny Stog ازدهرت ثقافات، وفقاً لفرضية كورغان مرتبطة بالهنود الأوربيون البدائيون.

شرق آسيا
- Liangzhu culture
- فترة جومون بدأت في جزر اليابان.

## أحداث واختراعات
- 5.9 kiloyear الحدث
- حوالي 4000 ق.م، تم بناء أكثر من مائة مسكن محيط مركز اجتماعي، وهو مقبرة وفرن في Jiangzhai، قرب شيان الحديثة، الصين.
- شوشان هو مركز إنتاج الفخار. حوالي عجلة الخزاف في بلاد ما بين النهرين [1]
- الوقت التقريبي للبناء Merheleva ريدج مجمع.
- جندل (آثار) هي التي شيدت المعالم الأثرية في بريتاني (كارناك)، البرتغال (لشبونة) ووسط وجنوب فرنسا، كورسيكا، وبريطانيا العظمى.
- تعدين خلال العصر النحاس في أوروبا
- استئناس الحصان.
- بدأ استخدام المحراث.
- تم اكتشاف قدور وأحواض الفخار في كهف مترامي الأطراف جنوب أرمينيا بالقرب من حدود إيران وتظهر علامات على جهد منظم للضغط والتقطير عنب. [بحاجة لمصدر]

## تقويمات
- بيدا بدأ تاريخ العالم بعام 3952 ق.م.
- يضيف الماسونيون في إجراءاتهم الاحتفالية والتذكارية 4000 عام إلى العام الميلادي الحالي، وهم يُسمون "العام الحالي" باسم: "أنو دوميني" (باللاتينية: Anno Domini)، أي: بعد الميلاد، والسنة التقويمية عندهم تُسمى: أنولوكيس (باللاتينية: Anno Lucis) ومعناها "سنة الضوء" أو "سنة النور" وهي تُعادل "السنة الميلادية" مُضافاً إليها 4000 سنة. فعلى سبيل المثال، عام 2014 الميلادي = عام 6014 أنولوكس. هذا التقويم البديل يعتبر عام 4000 قبل الميلاد هو "السنة صفر"، وقد تم اختراع هذا التقويم في القرن 18 (الذي هو القرن 58 أنولوكس)، وذلك بخلاف "سنة العالم" (باللاتينية: Anno Mundi) في التقويم العبري والتي تبدأ من خلق العالم بحسب الكتاب المقدس، وبخلاف وأفكار أخرى تتعلق "بعام الخلق".